# Бомбакс
Бомбакс (лат. Bombax) — род преимущественно тропических деревьев семейства мальвовых (Malvaceae). Представители рода — аборигенные виды Западной Африки, Индийского субконтинента, Юго-Восточной Азии и субтропических регионов Восточной Азии и северной Австралии. Род отличают от рода Сейба (Ceiba), у представителей которого цветки более белые.
В настоящее время признано четыре вида, хотя к этому роду были отнесены многие растения, которые позже были перемещены. 
Род наиболее известен благодаря виду Бомбакс капоковый (Bombax ceiba), который широко культивируется в тропических и субтропических регионах мира. Аборигенный вид Южной и Восточной Азии и северной Австралии.
Виды Bombax используются в качестве пищевых растений личинками некоторых видов Lepidoptera, включая листовертку Bucculatrix crateracma, которая питается исключительно Bombax ceiba.
Дерево изображено на флаге Экваториальной Гвинеи.
Волокна дерева на 100% состоят из целлюлозы, способны плавать, непроницаемы для воды и имеют низкую теплопроводность. В Азии эти волокна называются капок и в основном используются для изоляции спальных мешков и спасательных жилетов. Волокна также используются в качестве набивки подушек и матрасов.

## Описание

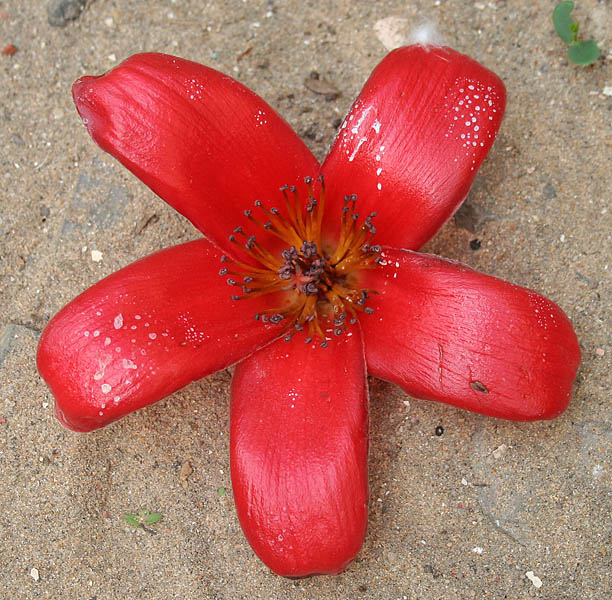
Опавший цветок Бомбакс сейба

Виды рода являются одними из самых крупных деревьев в своих регионах: они достигают 30–40 метров в высоту и до трех метров в диаметре ствола. Листья сложные, с цельными краями, листопадные, отпадающие в сухой сезон. Их размер от 30 до 50 см в поперечнике, пальчатой формы, с пятью-девятью листочками. Чашечка опадающая, то есть не сохраняется на плодах. Они несут от пяти до десяти красных цветков длиной до 10 см в период с января по март, пока дерево еще без листьев. Тычинки собраны в пучки в два оборота, а тычиночный столбик лишен лопастей. Завязь созревает в шелуху, содержащую семена, покрытые волокном, подобным волокну хлопкового дерева (Ceiba pentandra) и хлопку, хотя и с более короткими волокнами, чем хлопок, который не поддается прядению, что делает его непригодным для использования в качестве текстильного изделия. 

## Виды
В состав Plants of the World Online на данный момент входят: 
- Bombax albidum Gagnep.
- Bombax anceps Pierre
- Bombax blancoanum A.Robyns
- Bombax buonopozense P. Beauv.
- Bombax cambodiense Pierre
- Bombax ceiba  L. — Бомбакс капоковый
- Bombax costatum Pellegr. & Vuillet — Бомбакс ребристый
- Bombax insigne Wall. — Бомбакс замечательный

### Ранее включенные виды
- Ceiba aesculifolia (Kunth) Britten & Baker (as B. aesculifolium Kunth)
- Ceiba pentandra (L.) Gaertn. (as B. pentandrum L.)
- Cochlospermum orinocense (Kunth) Steud. (as B. orinocense Kunth)
- Cochlospermum religiosum (L.) Alston (as B. gossypium L.)
- Cochlospermum vitifolium (Willd.) Spreng. (as B. vitifolium Willd.)
- Ochroma pyramidale (Cav. ex Lam.) Urb. (as B. pyramidale Cav. ex Lam.)
- Pachira aquatica Aubl. (as P. macrocarpum (Schltdl. & Cham.) K.Schum.)
- Pachira emarginata A.Rich. (as B. emarginata (A.Rich.) C.Wright)
- Pachira insignis (Sw.) Savigny (as B. affine (Mart. & Zucc.) Ducke)
- Pseudobombax ellipticum (Kunth) Dugand (as B. ellipticum Kunth)
- Pseudobombax grandiflorum (Cav.) A.Robyns (as B. cyathophorum (Casar.) K.Schum.)
- Pseudobombax septenatum (Jacq.) Dugand (as B. heptaphyllum L.)[3]
- Rhodognaphalon mossambicense (A.Robyns) A.Robyns (as Bombax mossambicense A.Robyns[3])